# Hexacosanolid
Hexacosanolid ist ein Naturstoff aus der Gruppe der Lactone bzw. Makrolide.

## Vorkommen

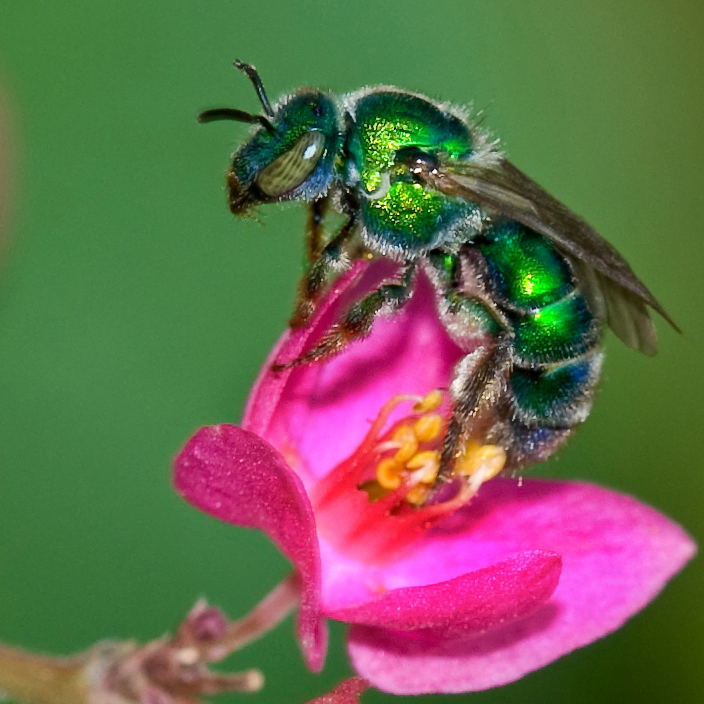
Im Sekret von Augochloropsis metallica kommt Hexacosanolid vor

Verschiedene Arten von Bienen verfügen über Makrolide in den Dufour-Drüsen. Bei der Eiablage wird daraus ein linearer, hydrophober Polyester produziert, der das Nest schützt. In den meisten Fällen sind das vor allem kleinere Verbindungen, insbesondere Octadecanolid, Eicosanolid und Docosanolid, aber in Augochloropsis metallica kommt auch Hexacosanolid vor. Auch im Sekret der Art Nomia nevadensis kommt Hexacosanolid vor.
Hexacosanolid kommt auch im Wehrsekret verschiedener Termitenarten vor, darunter Armitermes chagresi, andere Arten der Gattung Armitermes und Pseudacanthotermes spiniger.

## Synthese
Durch Dimerisierung von 13-Tetradecenal in einer Tishchenko-Reaktion mit Diisobutylaluminiumhydrid kann ein Ester gebildet werden, bei dem die Säure- und Alkoholkomponente jeweils C13-Einheiten mit terminaler Doppelbindung sind. Durch Ringschluss-Metathese und anschließende Hydrierung kann daraus Hexacosanolid gewonnen werden.
Eine andere Synthese basiert auf einer Wittig-Reaktion und einer Yamaguchi-Makrolactonisierung.